# Parazeuxis
Parazeuxis là một chi bướm đêm thuộc họ Geometridae.